# Catedral de San Pedro (Adelaida)
Este artículo habla sobre la Catedral Anglicana, para ver la otra catedral véase Catedral de San Francisco Javier de Adelaida

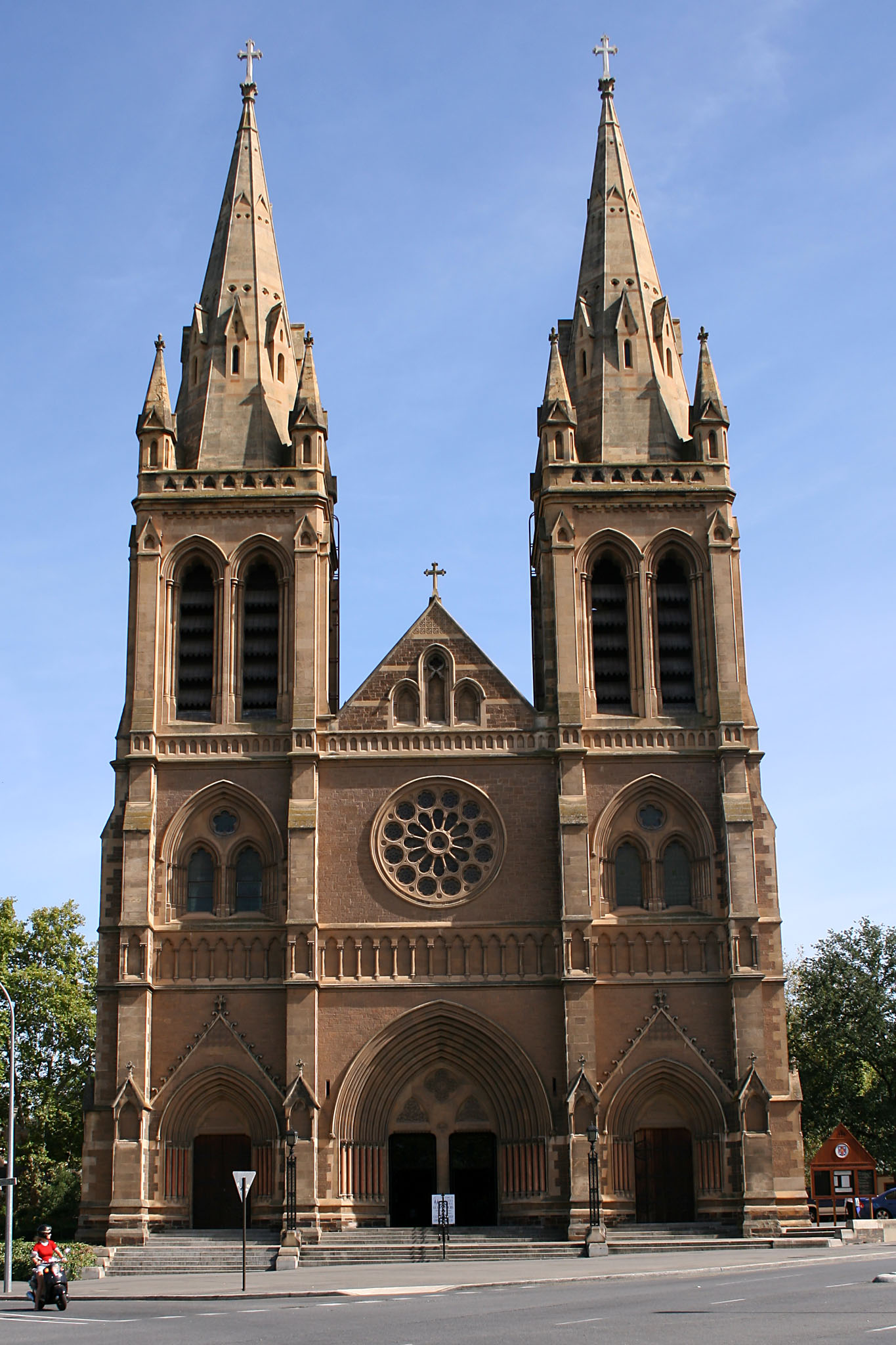
Fachada de la catedral.

La Catedral de San Pedro (en inglés St Peter's Cathedral) es una catedral anglicana australiana localizada en la zona norte de Adelaida (Australia Meridional), en un acre de la Calle del Rey Guillermo (King William Street).
La primera piedra fue colocada el día de san Pedro de 1869 (29 de junio), fue terminada en 1901 e inaugurada oficialmente en 1904, aunque ya se había realizado una misa en honor a san Pedro en su día de 1876. La catedral, de estilo neogótico y ubicada cerca al Adelaide Oval, mide 60 m de largo y su nave central, 9 m de ancho. Su extremo sur es similar a la Catedral de Nuestra Señora de París, incluyendo un rosetón por encima de la entrada principal, que representa las historias de la biblia y Australia Meridional.
Los restos mortales de Ronald Fisher, científico, matemático, estadístico, biólogo evolutivo y genetista inglés, se están enterrados en la Catedral.